# Снег (роман)
«Снег» (тур. Kar) — роман турецкого писателя Орхана Памука. Впервые опубликован был на турецком языке в 2002 году, русское издание в переводе Аполлинарии Аврутиной вышло в 2006 году.

## Описание
Согласно автору, вся книга является смесью трагедии и фарса, иронии и драмы, смеха и слёз. Действие романа происходит в 1990-х годах. Сначала история рассказывается преимущественно от третьего лица с точки зрения Ка, главного героя. Несмотря на это, иногда даёт о себе знать и всезнающий рассказчик. Он представляется другом Ка, рассказывающим его историю на основе дневников и переписки Ка. Этот рассказчик иногда предоставляет читателю информацию, которую Ка на тот момент ещё не знает, или предвещает последующие события истории. Позже мы узнаём, что рассказчика зовут Орхан и он является писателем. В конце романа рассказчик сам становится действующим лицом. 
Местом действия выбран город Карс (в отличие от большинства романов Памука, разворачивающихся в Стамбуле). Этот город не похож на другие турецкие города, так как после многолетней принадлежности Российской империи он сохранил уникальную для Турции архитектуру.
На турецком языке прозвище главного героя Ка (образовано от инициалов его полного имени, Керим Алакушоглу), город Карс и название романа (тур. Kar) созвучны.

## Содержание
Ка — поэт, который возвращается в Турцию после 12 лет политического изгнания в Германии. Он отправился в Карс по нескольким причинам: во-первых, как журналист, по просьбе стамбульского знакомого журналиста для расследования серии самоубийств юных девушек; во-вторых, в надежде встретить женщину, которую он знал. Тяжелый снег примерно на три дня отрезает Карс от внешнего мира. За эти три дня Ка беседует с такими людьми, как бывший коммунист, сторонник светской власти, фашистский националист, вероятный исламский экстремист, умеренные исламские деятели, молодые курды, военные, сотрудники секретной службы, полицейские и актёр-революционер. Во время вынужденной изоляции города в Карсе происходит военный переворот.
Основной темой книги является взаимодействие секуляризма и религии, но в романе есть и отсылки ко всей истории Турции двадцатого века. По выражению автора, главный герой «оказался зажат» между европейскими идеалами и реалиями Турции. Ещё одной темой романа является взаимоподражание искусства и жизни.

## Награды и премии
- 2005 — Премия Медичи за лучшее зарубежное произведение[8]
- 2005 — короткий список Премии «Индепендент» за переводную прозу[9]
- 2006 — Средиземноморская премия[англ.] за лучшее зарубежное произведение[10]